# Октябрьский район (Ижевск)

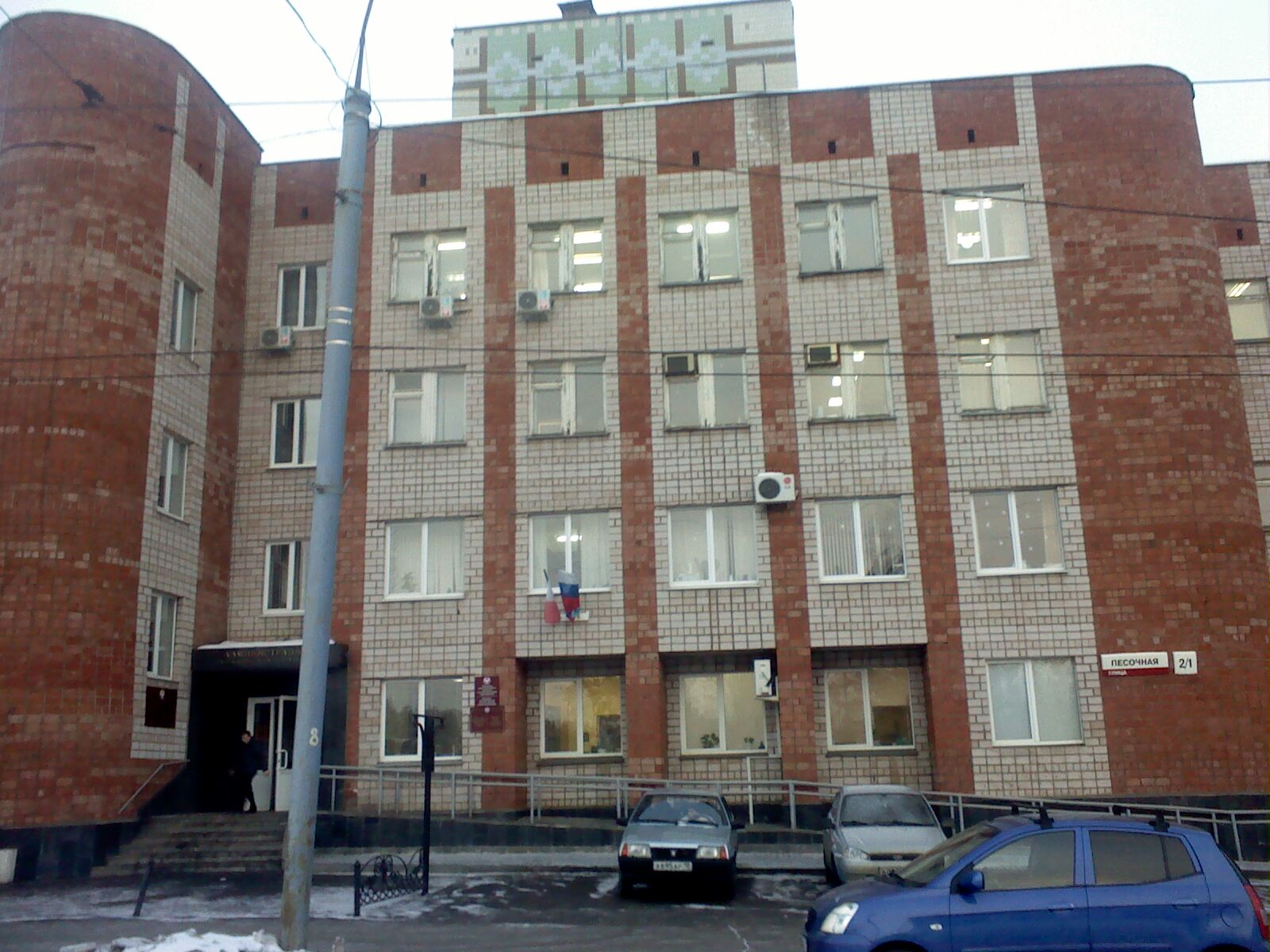
Здание Администрации Октябрьского района

Октя́брьский райо́н (удм. Коньывуон ёрос)  — один из пяти внутригородских районов Ижевска.

## Географическое положение
Район расположен в северной части города и его западная граница проходит по берегу Ижевского пруда и реке Иж. В состав района, кроме городской застройки, входят населённые пункты: посёлки Нагорный, Дорожный, деревни Орловское, Старый Игерман, Новый Игерман. В настоящее время на территории района, составляющей 8776 гектаров, проживает 135 879 человек
Район граничит:
- с Ленинским районом Ижевска по реке Иж и Ижевскому пруду;
- с Первомайским районом по улице Советская;
- с Индустриальным районом по улице Коммунаров (от улицы Советская до переулка Северного), далее по переулку Северному (от улицы Коммунаров до улицы Удмуртской), затем по улице Удмуртской (от пер. Северного до перекрёстка с Воткинским и Славянским шоссе), далее по Славянскому шоссе до границы города (круговое движение на северном объезде);
- с Завьяловским районом Удмуртии.

## История
С 1934 по 1945 год территория современного Октябрьского района входила в Ждановский район Ижевска.
Впервые Октябрьский район был образован 7 февраля 1945 года, и просуществовал до 3 марта 1952 года. 23 мая 1962 года Указом Президиума Верховного Совета РСФСР был вновь создан Октябрьский район.
26 сентября 2022 года, в школе № 88 на Пушкинской улице произошло массовое убийство, в результате стрельбы погибли 18 человек, 25 (среди которых 23 — дети) получили ранения различной степени тяжести.

## Население
| 1970     | 1979     | 1989     | 2002     | 2009     | 2010     | 2012     |
| -------- | -------- | -------- | -------- | -------- | -------- | -------- |
| 89 806   | ↗121 812 | ↗126 960 | ↗142 994 | ↘137 734 | ↘135 556 | ↗135 879 |
| 2013     | 2014     | 2015     | 2016     | 2017     | 2018     | 2019     |
| ↘135 863 | ↘135 360 | ↗135 576 | ↘135 125 | ↘135 017 | ↗135 199 | ↘134 907 |
| 2020     | 2021     |          |          |          |          |          |
| ↘134 346 | ↘119 771 |          |          |          |          |          |

## Жилые микрорайоны
| Жилой район     | Примечание                                                |
| --------------- | --------------------------------------------------------- |
| Север           |                                                           |
| Северо-Западный | Также носит неофициальное название «Городок Металлургов». |
| Центральный     |                                                           |

## Экономика

### Промышленные предприятия
На территории района находится несколько промышленных предприятий, самые крупные из которых: ОАО "ИЭМЗ «Купол», ОАО "Ижевский мотозавод «Аксион Холдинг», ОАО «НИТИ Прогресс», АО «Прикампромпроект», ЗАО « Удмуртгражданпроект».

### Торговля и сфера услуг
На территории района находится несколько крупных торговых и развлекательных центров: Аксион, Талисман, Сити, Леон, Галерея Россия и ЦУМ. А также 468 магазинов, 135 киосков, 121 предприятие общественного питания и 107 предприятий бытового обслуживания.

## Социальная сфера

### Образование
На территории района работают 6 ВУЗов, 5 ССУЗов, 21 школа и 39 детских садов.

### Здравоохранение
В районе функционируют 24 учреждения здравоохранения, среди которых МУЗ «2-я городская клиническая больница», МУЗ «Детская городская клиническая больница № 2», МУЗ «Детская городская поликлиника № 9», ГУЗ «Республиканский госпиталь для ветеранов войн», Маммологический центр.

## Достопримечательности
- Парк культуры имени С. М. Кирова
- Монумент «Навеки с Россией»
- Дворец культуры «Металлург»
- Государственный театр оперы и балета Удмуртской Республики
- Музейно-выставочный комплекс стрелкового оружия имени М. Т. Калашникова
- Национальный музей Удмуртской Республики им. К. Герда
- Резиденция Главы Удмуртской Республики
- Здание Правительства Удмуртской Республики
- Памятник Кузебаю Герду
- Памятник Е. М. Кунгурцеву

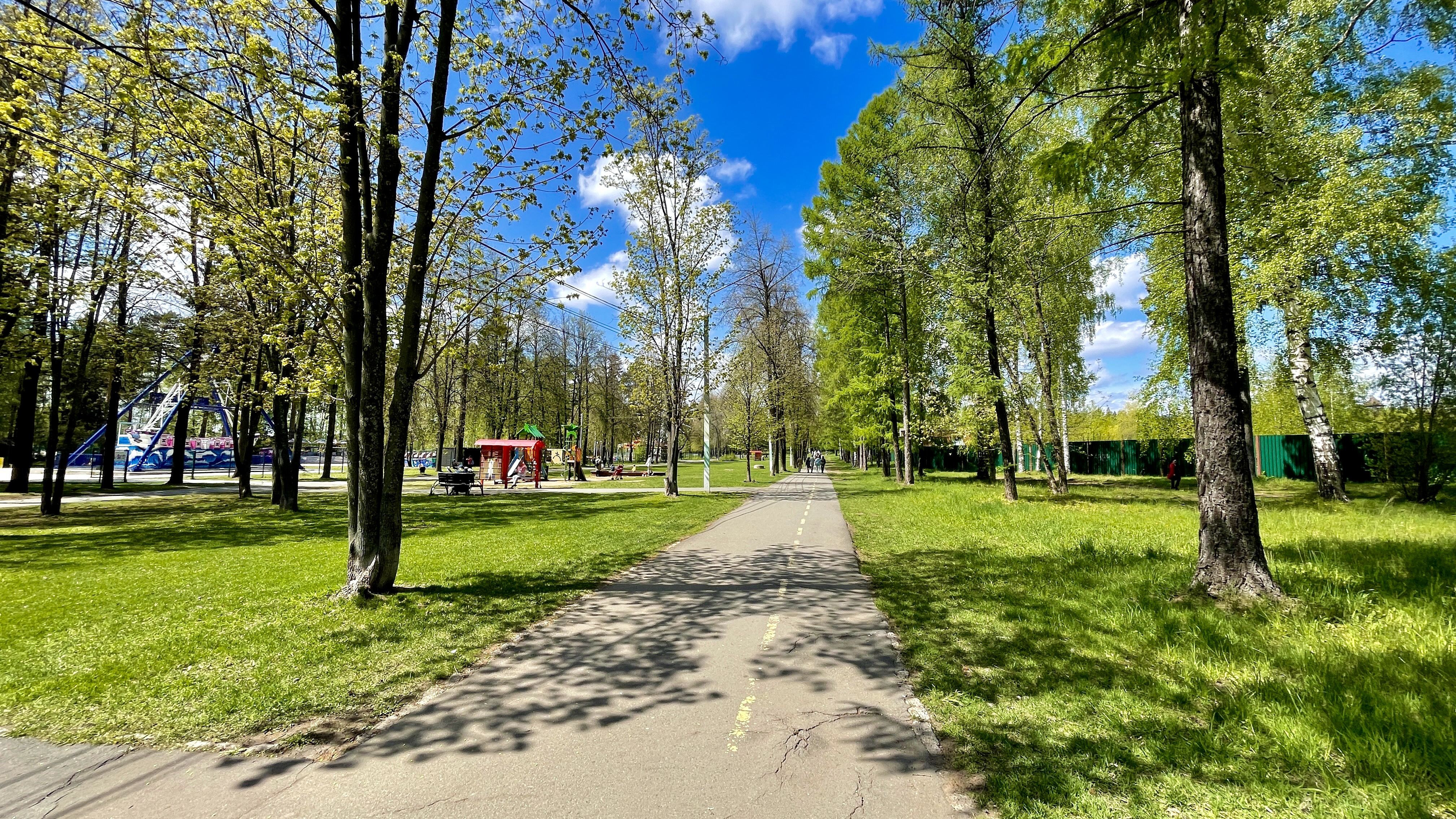
Парк культуры имени С. М. Кирова
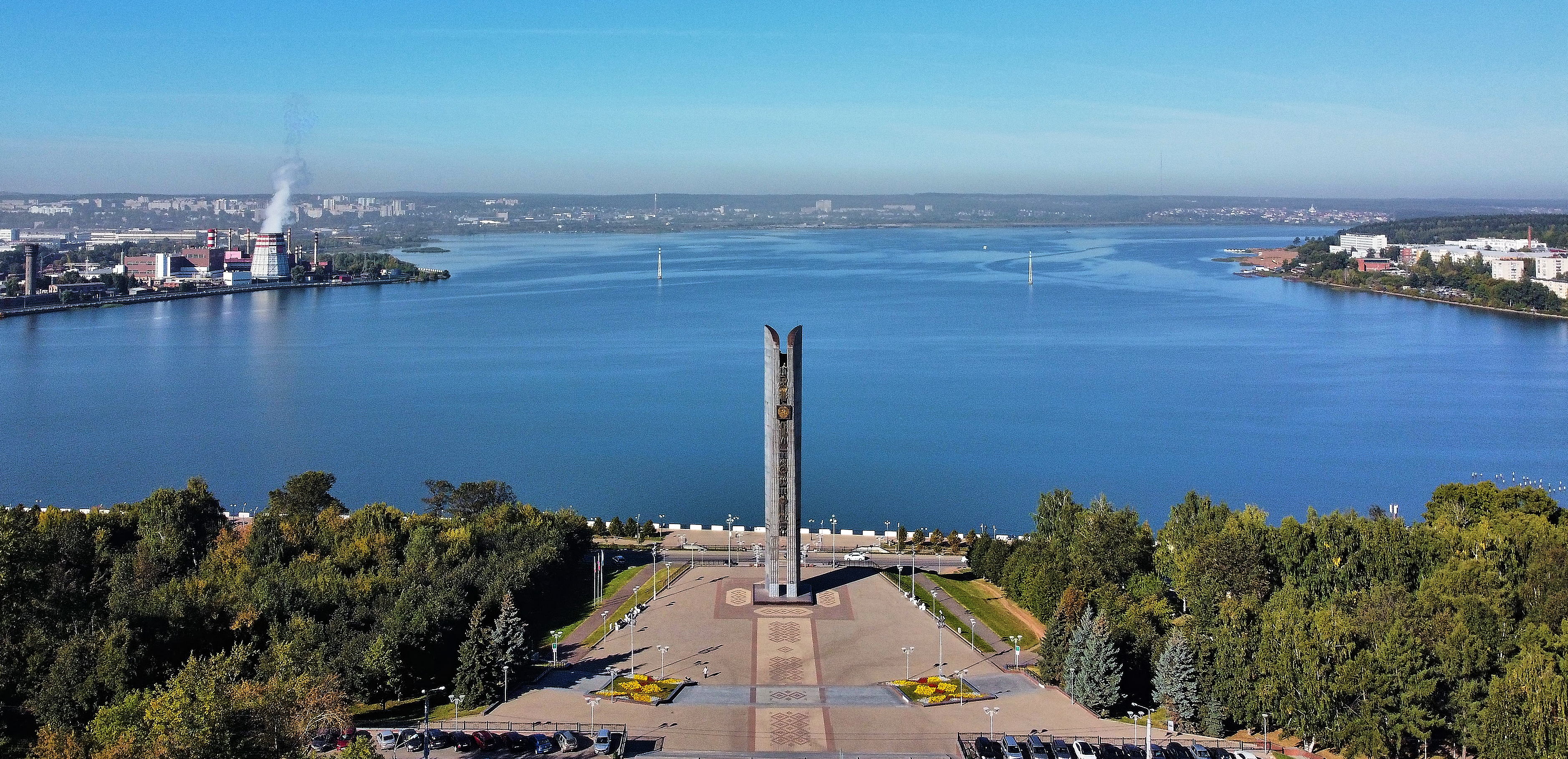
Монумент «Навеки с Россией» и городской пруд
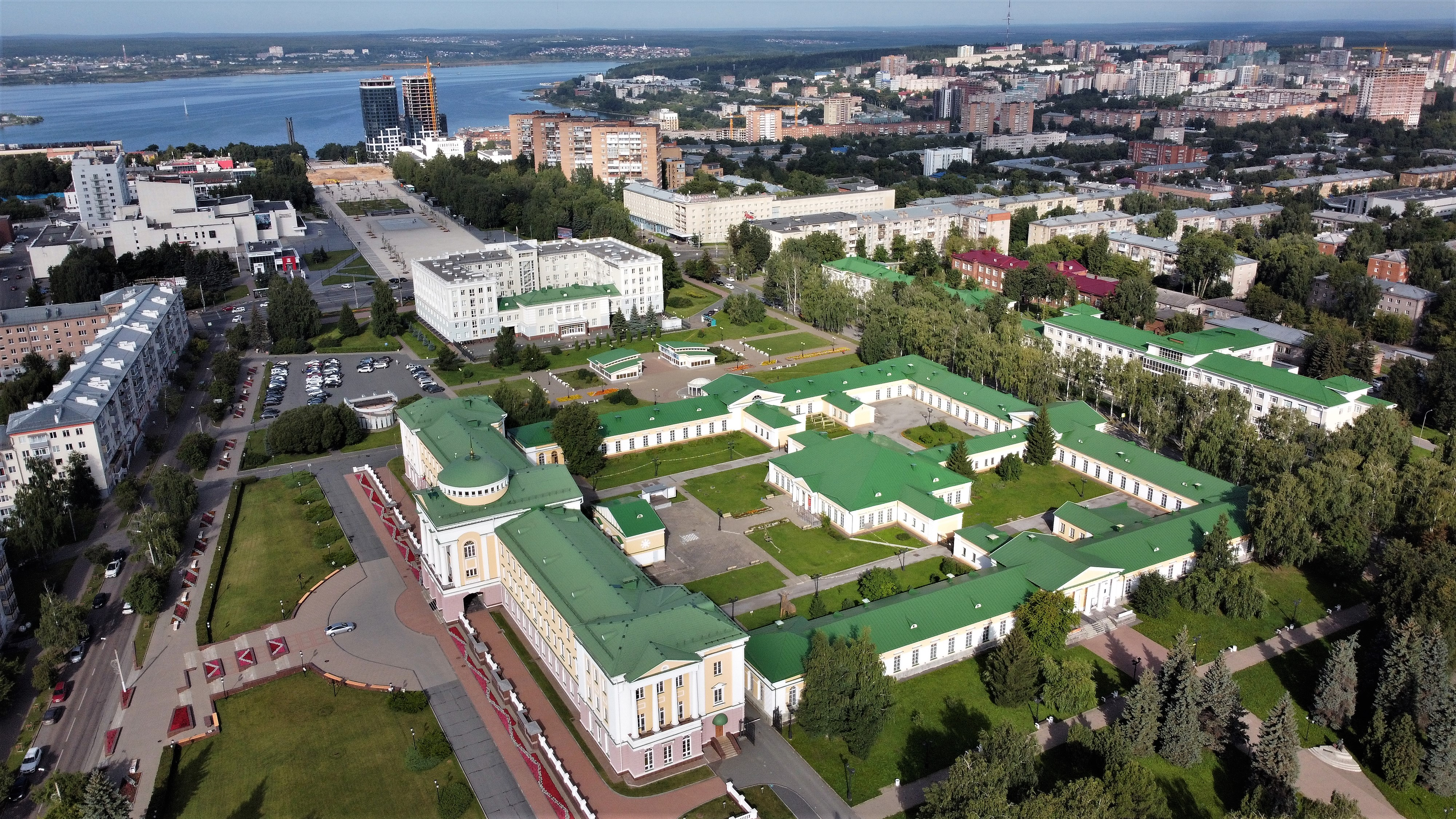
Арсенал (ныне Национальный музей УР) и ансамбль городской эспланады
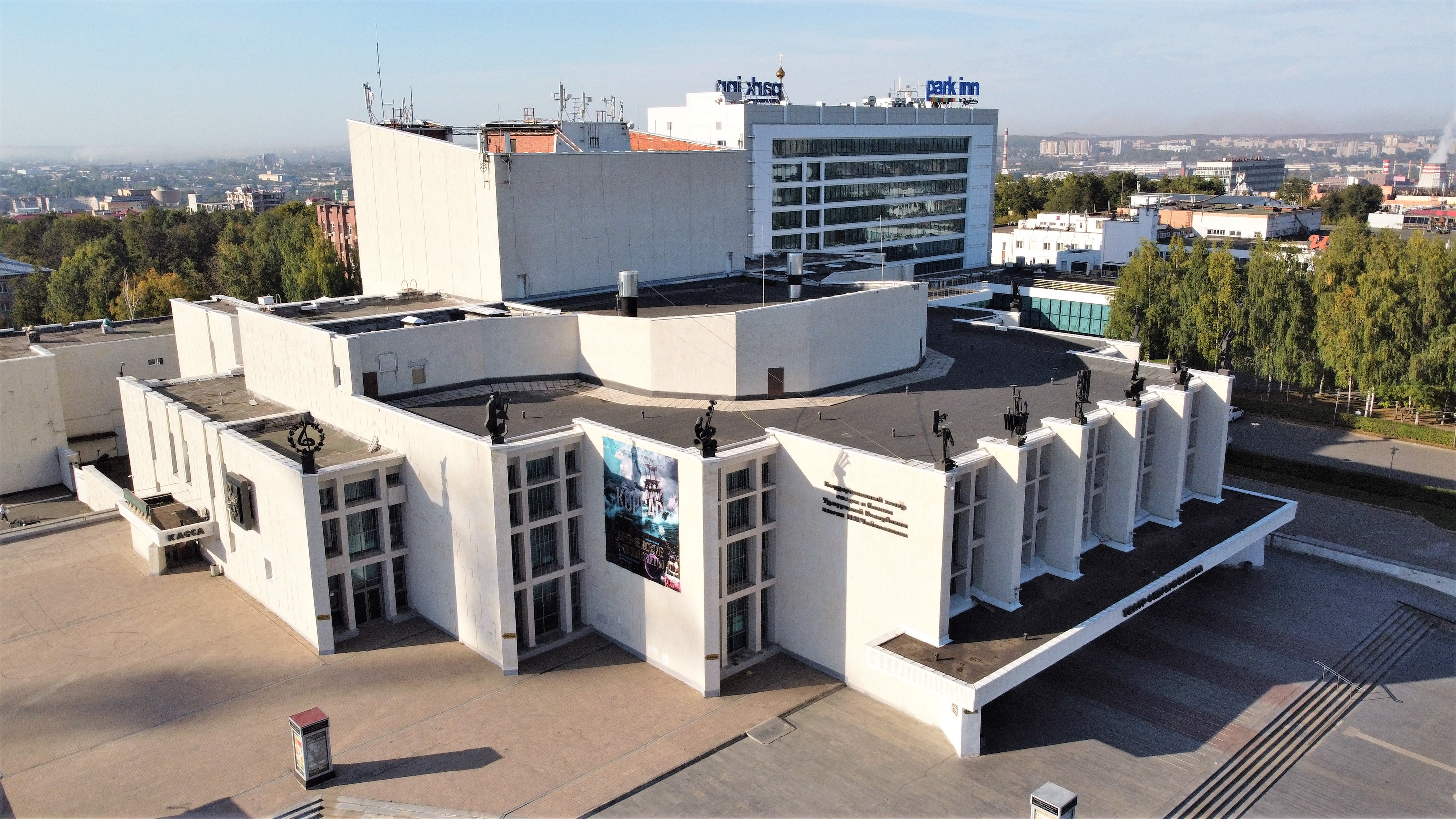
Оперный театр
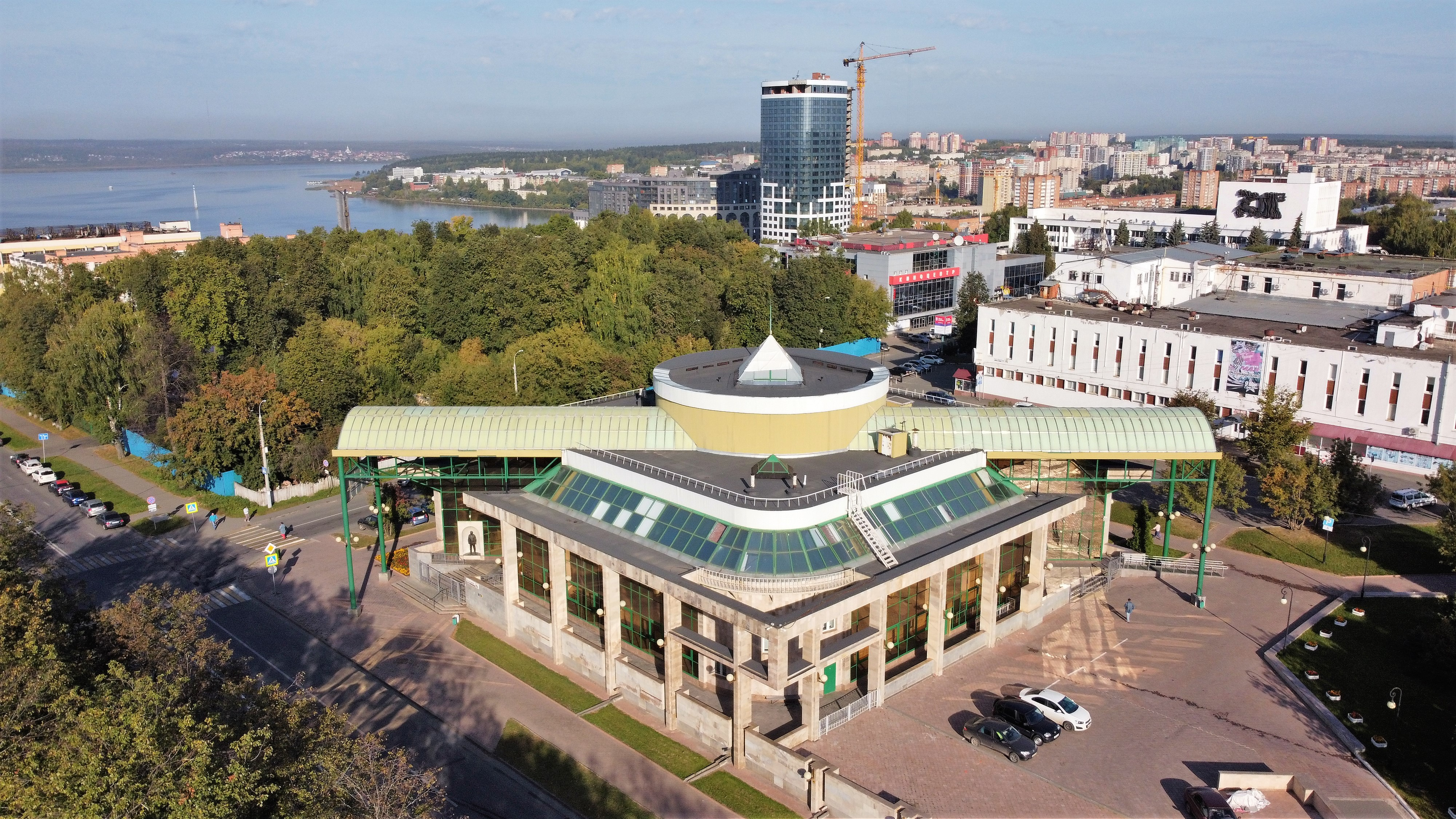
Музейно-выставочный комплекс им. М. Т. Калашникова
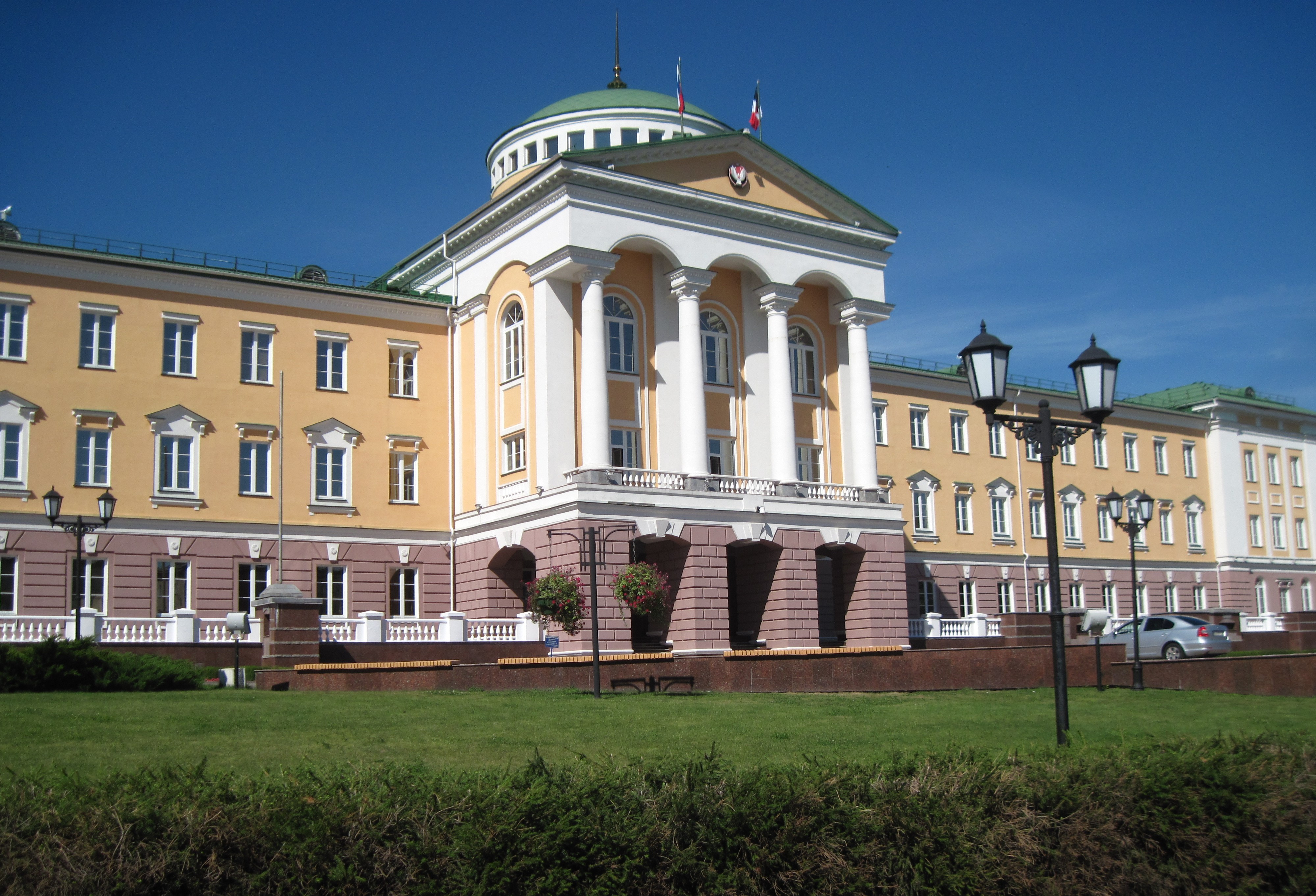
Резиденция Главы Удмуртской Республики
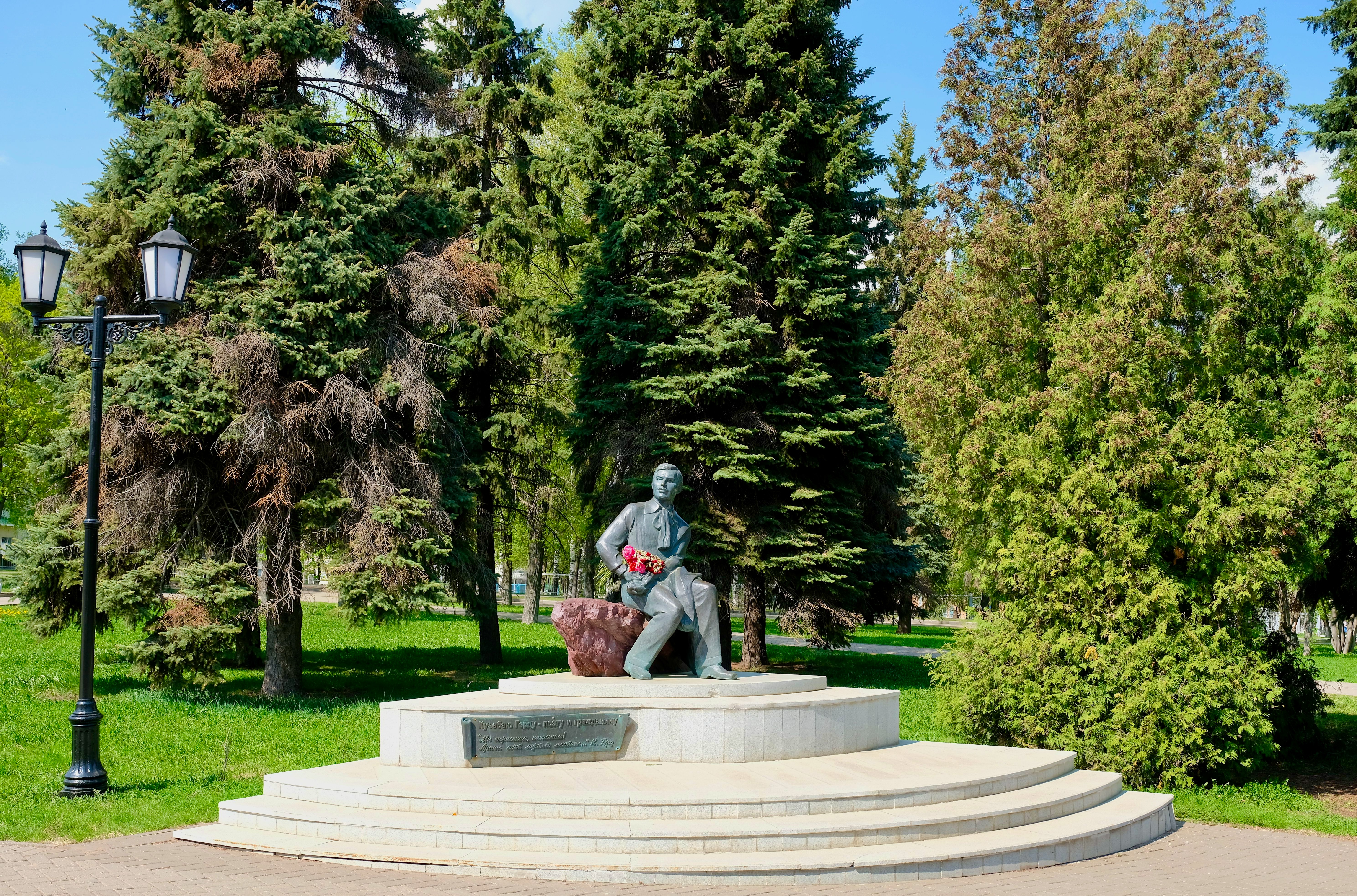
Памятник Кузебаю Герду
Памятник Е. М. Кунгурцеву